# تاريخ شعب الأويغور
يفترض المؤرخون القوميون الأويغور في جمهورية الصين الشعبية والولايات المتحدة أن عمر شعب الأويغور يبلغ آلاف السنين ويمكن تقسيمه إلى أربع فترات مميزة: ما قبل الإمبراطورية (300 قبل الميلاد- 630 ميلادي)، والإمبراطورية (630- 840 ميلادي)، ومملكة كوشو (840-1200 ميلادي)، والمغول (1209-1600 ميلادي)، وتوجد ربما فترة خامسة حديثة تمتد منذ إغلاق طريق الحرير في عام 1600 ميلادي حتى الوقت الحاضر. باختصار، تاريخ الأويغور هو قصة قبيلة بدوية صغيرة تنحدر من جبال ألتاي تتصارع مع قوى منافسة لها في آسيا الوسطى، من ضمنها القبائل الألتية الأخرى، والإمبراطوريات الهندية الأوروبية من الجنوب والغرب والإمبراطوريات الصينية التبتية إلى الشرق. بعد انهيار خاقانات الإيغور في عام 840 ميلادي، استقر الأويغور القدماء من منغوليا إلى حوض تاريم لينضموا إلى السكان الهندو-أوروبيين، الذين طردوا سابقًا من المنطقة على يد شيونغو. في النهاية، أصبح الأويغور موظفون مدنيون يديرون إمبراطورية المغول.

## التاريخ المتنازع عليه
يعتبر تاريخ شعب الأويغور، كما الأصل العرقي للشعب، موضع خلاف بين القوميين الأويغور والسلطة الصينية. اعتبر المؤرخون الأويغور أن شعب الأويغور هم السكان الأصليون لسنجان ولهم تاريخ طويل. كتب السياسي الأويغوري والمؤرخ محمد أمين بوغرا في كتابه الذي حمل عنوان تاريخ تركستان الشرقية، مشددًا على الجوانب التركية لشعبه، من ناحية أن الأتراك لديهم تاريخ يمتد 9000 عام، في حين دمج المؤرخ اكتشافات مومياوات تاريم ليخلص إلى أن تاريخ الأويغور يمتد أكثر من 6400 عام وادعى المؤتمر الأويغوري العالمي أنه يمتد إلى 4000 عام. من ناحية ثانية تتبع المؤرخون الصينيون أصل الأويغور إلى تيلي، والبعض الآخر إلى دينغلينغ مثلما ذُكر في بعض النصوص الصينية القديمة مثل الغويفانغ. يؤكد الرأي الصيني الرسمي أن أصل شعب الأويغور يعود إلى تيلي، وأنهم أصبحوا القوة السياسية الاجتماعية الرئيسية في سنجان فقط خلال القرن التاسع عندما هاجروا إلى سنجان من منغوليا بعد انهيار خاقانات الأويغور، ليحلوا محل شعب الهان الصينيين الذين ادعوا أنهم موجودون هناك منذ عهد سلالة هان. من ناحية ثانية، لا يعتبر العديد من الباحثين الغربيين الجدد أن الأويغور الحديثين ينحدرون بسلالة خطية مباشرة من خاقانات الأويغور القدماء في خاقانات منغوليا، وينحدرون بدلًا من ذلك من العديد من الشعوب لا يمثل الأويغور القدماء إلا واحدًا منهم.
ادعى بعض الأويغور القوميين أنهم ينحدرون من التوخاريين. تشير مومياوات تاريم المحفوظة جيدًا لشعب ذي مظهر أوروبي، إلى هجرة شعب هندي أوروبي إلى منطقة تاريم في بداية العصر البرونزي تقريبًا عام 2000 قبل الميلاد. تحدثت هذه الشعوب غالبًا باللغة التخارية وقال البعض أنهم من الشعب اليويزي الذي ذُكر في النصوص الصينية القديمة والذي أسس لاحقًا إمبراطورية كوشان. استندت ادعاءات الأويغور بشكل جزئي على كلمة، جادلوا بأنها من أصل أويغوري، ووجدت في نصوص مكتوبة مرفقة مع هذه المومياوات، على الرغم من أن علماء اللغة الآخرين اقترحوا أنها كلمة سوقديانية انتقلت لاحقًا إلى الأويغور.[تحقق من المصدر] جلبت الهجرات اللاحقة الشعوب من الغرب والشمال الغربي إلى منطقة سنجان، وغالبًا أنهم يتحدثون بلغات إيرانية متنوعة مثل قبائل ساكا. تضمنت الشعوب الأخرى في المنطقة والمذكورة في النصوص الصينية القديمة شعوب شيونغو الذين حاربوا المنطقة ضد الصينيين لعدة مئات من السنين. ادعى بعض الأويغور أنهم ينحدرون من شعوب شيونغو (إضافة إلى ارتباطهم بشعوب الهون البيض)، على كل حال فإن هذا الرأي يعتبر موضع خلاف بين الباحثين الصينيين الجدد. يعود أصل ادعاءات شعوب شيونغو هذه إلى نصوص تاريخية صينية متنوعة؛ على سبيل المثال، وفقًا لكتاب ويشو التاريخي الصيني فإن مؤسس الأويغور ينحدر من حاكم شيونغنوي.
اختار الكولونيل جيمس تشرتشوورد صورة للمنحوتة ذات الرأس الثنائي بعنوان «المبدأ المزدوج» والتي يُعتقد أنها من العاصمة القديمة للأويغور، لتكون واجهةً لكتابه الذي حمل عنوان رموز مو المقدسة، والذي نشره جيمس تشرتشوورد في عام 1933. وتحدث عن هذه المنحوتة قائلًا: «دمرت المدينة منذ ما يقارب 18 ألف إلى 20 ألف عام- حسب ما تقول السجلات الصينية 19 ألف عام – ربما يكون هذا أقدم سجل لوجود الإنسان بمبدأ مزدوج».

## قبل الإمبراطورية
تتبع العديد من المؤرخين أصل قبيلة الأويغور إلى رعاة تائيين يسمون تيلي، والذي عاشوا في وديان جنوب بحيرة بايكال وحول نهر ينسي. ظهر التيليون أول مرة في التاريخ في 357 بعد الميلاد تحت الاسم العرقي الصيني كوتش، الذي يشير إلى العربات ذات العجلات العالية التي تجرها الثيران والمستخدمة في نقل منازل اليورت. كانت أراضي تيلي القبلية محتلة سابقًا من قبل دينغلينغ، شعب سيبيري قديم، وقد اندمج البعض منهم في قبائل تيلي.
استُعبد شعب دينغلينغ من قبل شعب شيونغو في عام 300 قبل الميلاد، وقد جعلوهم يعملون في صناعة الأسلحة. بعد انهيار إمبراطورية شيونغنو، تم تمريرهم كحدادين تابعين إلى ولايتي روران وهياطله.

جمعت قبيلة تيلي المؤلفة من 12 عشيرة، اسمها الفوفولو، ما يكفي من القوة لإنشاء دولة مملكة فوزيلو (481-520 ميلادي)، في جونغاريا. أُدرجت الفوفولو إلى جانب أويغور أورخانفي في التاريخ الصيني، وهي مشهورة بكتاب سوي.
ينتمي أسلاف قبيلة تيلي إلى سلالة شيونغنو، ويمتلكون الأقسام الأكبر من القبائل. وقد احتلوا الوديان، وكانوا مشتتين على طول المنطقة الشاسعة غرب البحر الغربي (البحر الأسود).
يتوضع كل من البوغو وتونغلو وويهي وبايغو وفولو، والتي كانت تسمى جميعًا سيجين (أيركين)، في المنطقة الشمالية من نهر دولو. سكنت قبائل أخرى مثل مينغشين، وتورو، وسيجي، وهان وهو، وتشو وهكذا، أيضًا في المنطقة. وكان لديهم جيش قوي لا يقهر يبلغ عدده 20 ألفًا.
تختلف أسماء هذه القبائل ولكنها جميعًا قابلة للتصنيف مثل تيلي. لم يكن لدى شعب تيلي سيد، لكنهم خضعوا لجماعة توجو الشرقية والغربية على التوالي. لم يكن لديهم مكان إقامة دائم، وكانوا يتحركون مع تغيرات العشب والمياه.
كانت صفاتهم الأساسية هي، أولًا، أنهم يمتلكون شراسة كبيرة، ومع ذلك يظهرون التسامح؛ ثانيًا، كانوا فرسانًا ورماةً جيدين؛ وثالثًا، أظهروا شجعًا بدون قيود، حيث أنهم كانوا يكسبون رزقهم غالبًا من خلال السرقة. كانت القبائل إلى جهة الغرب أكثر تحضرًا، لأنهم كانوا يربون الماشية والأغنام، والأحصنة بأعداد أقل. بما أن جماعات توجو أسست دولة، فقد تم تجنيدهم ليكونوا مساعدين للإمبراطورية وغزوا كل من الشرق والغرب، ليضموا جميع الأراضي الإقليمية الشمالية.
لم تكن عادات شعوب تيلي وتوجو مختلفة كثيرًا. من ناحية ثانية، يعيش الرجل في تيلي في منزل زوجته بعد الزواج ولا يعود إلى منزله مع زوجته حتى ولادتها. إضافة إلى ذلك، يدفن شعوب تيلي موتاهم تحت الأرض.

-من كتاب سوي، 84
في عام 546 ميلادي، قاد الفوفولو قبائل تيلي إلى نزاع ضد قبيلة الترك في فراغ السلطة الذي خلفه تفكك دولة روران. نتيجة لهذه الهزيمة، أُجبروا على العبودية مجددًا. شكل هذا الحدث بدايةً للعداء التاريخي بين تيلي والترك والذي ابتلى فيه أيضًا خاقانات غوكتورك. (ملاحظة: في هذا الوقت حلت كلمة تيلي محل كلمة كوتش في التاريخ الصيني). في مرحلة معينة أثناء خضوعهم للاستعباد، شكلت تسع قبائل تيلية (من شعوب تيلي) تحالفًا يسمى توكوز-أوغوز التسع قبائل، والذي تضمن القبيلة القائدة الأويغور، وثماني قبائل حليفة هي: بوغو، هان، بايغيو، تونغلو، وسيجي، وكيبي، وأبيوسي، وغولونوغو.